# Göksun (district)
Göksun ligt in de provincie Kahramanmaraş, in Turkije. Het is gelegen op de weg van de stad Kahramanmaraş naar Kayseri. Het district telt 76.033 inwoners (2000). Daarvan wonen 30.232 mensen in de stad Göksun zelf en 45.801 in de omliggende dorpen. Het district heeft een oppervlakte van 1.940 km² (bevolkingsdichtheid: 39 inw/km²).
De belangrijkste bezienswaardigheden in Göksun zijn de rotsgraven van Çukurhisar.
Afşin · Andırın · Çağlayancerit · Ekinözü · Elbistan · Kahramanmaraş · Göksun · Nurhak · Pazarcık · Türkoğlu